# Страх.com
«Страх.com» (англ. FeardotCom) — американский фильм ужасов 2002 года режиссёра Уильяма Мэлоуна со Стивеном Дорффом, Наташей МакЭлхоун и Стивеном Ри в главных ролях. В сюжете рассказывается о нью-йоркском детективе, расследующем серию загадочных смертей, связанных с тревожным веб-сайтом. Второй полнометражный фильм режиссера Мэлоуна для Warner Bros. после выхода фильма «Дом ночных призраков» (1999). «Страх.com» представлял собой международное совместное производство компаний, базирующихся в США, Люксембурге, Германии и Великобритании. Фильм снимался в Люксембурге и Монреале.
«Страх.com» был выпущен в США 30 августа 2002 года. Лента была резко раскритикована критиками и стала кассовым провалом. «Страх.com» также был одним из 22 фильмов, получивших оценку «F» по результатам опроса зрителей на CinemaScore. Он собрал лишь 18,9 миллионов долларов по всему миру при своем бюджете в 40 миллионов долларов.

## Сюжет
Майк Рейли — детектив полиции Нью-Йорка, которого вызывают на место загадочной смерти в метро. У жертвы, Полидори, наблюдается кровотечение из глаз и других отверстий, и, судя по застывшему выражению его лица, похоже, он видел что-то ужасное, прежде чем его сбил поезд. Исследователь Министерства здравоохранения Терри Хьюстон также заинтригован находкой, особенно когда появились еще несколько жертв с идентичными симптомами.
Когда заразный вирус исключается, Терри и Майк объединяются, чтобы выяснить, что может убивать этих людей. Первоначально они не могут найти ничего, что могло бы связать эти смерти воедино; после еще нескольких поисков улик они в конце концов обнаруживают, что все компьютеры жертв вышли из строя незадолго до их кончины. Они отправляют жесткие диски каждого из жертв подруге Майка, Дениз Стоун, судебно-медицинскому эксперту.
Дениз обнаруживает, что все жертвы посетили веб-сайт Feardotcom.com, на котором изображены вуайеристские убийства с пытками. Посмотрев на это место, Дениз подвергается различным зрелищам и звукам пыток, которые в конечном итоге сводят ее с ума, в результате чего она падает насмерть из окна своей квартиры.
Майк чувствует себя виноватым, думая, что ему никогда не следовало вовлекать Дениз в это дело. Терри выясняет, что люди, посещающие сайт, умирают в течение 48 часов, по-видимому, от того, чего они больше всего боялись в своей жизни. Несмотря на столь опасные знания, и она, и Майк посещают это место, чтобы разобраться в том, что происходит.
Когда они начинают испытывать паранойю и галлюцинации, в том числе галлюцинации молодой девушки и ее надувного мяча, они спешат выяснить, имеет ли что-либо из этого какое-либо отношение к чрезвычайно злобному серийному убийце Алистеру Пратту, который уже много лет ускользает от Майка и ФБР.
Выясняется, что Feardotcom на самом деле является сайтом-призраком, созданным одной из первых жертв Пратта, которая жаждет мести за то, что люди видели, как ее пытали и убивали. Пратт пытал ее в течение 48 часов, прежде чем она умоляла его убить ее, что объясняет, почему жертвам осталось жить 48 часов. Майк и Терри выслеживают Пратта и выпускают с сайта дух убитой девушки, который убивает Пратта. Однако Майка также убивает Пратт.
В финальной сцене Терри лежит в своей постели со своим котом. Телефон звонит, но она никого не слышит на линии, только помехи в сети. Она вешает трубку и обнимает кота.

## Выпуск
Фильм был выпущен 9 августа 2002 года в Южной Корее и 30 августа 2002 года в США и Канаде. В последующие месяцы он получит театральные релизы во многих странах, дебютировав в Великобритании и Ирландии 27 июня 2003 года.
Фильм был выпущен на VHS и DVD 14 января 2003 года.

### Рейтинг
Первоначально фильму был присвоен рейтинг NC-17 из-за крайнего насилия. После многочисленных корректировок и апелляций MPAA наконец присвоило фильму рейтинг R за «насилие, включая ужасные изображения пыток, наготы и брань».

## Восприятие
Фильм получил негативные отзывы в прессе. На сайте-агрегаторе обзоров Rotten Tomatoes 3% из 101 рецензии критиков являются положительными, со средней оценкой 2,9/10. Консенсус веб-сайта гласит: «Страх.com, столь же разочаровывающий, как и ошибка 404, представляет собой стильную, бессвязную и зачастую неприятную путаницу, в которой мало что пугает». Metacritic, который использует средневзвешенное значение, присвоил фильму оценку 16 из 100 на основе 20 критиков, что указывает на «подавляющую неприязнь». Аудитория, опрошенная CinemaScore, поставила фильму редкую оценку «F» по шкале от A+ до F.
Картина выиграла премию «Худший фильм» на церемонии вручения наград Ассоциации кинокритиков Далласа-Форт-Уэрта в 2003 году и 2 место «Гран-при европейского фэнтезийного фильма» на фестивале Fantafestival 2003 года. Он был номинирован на 1 место «Гран-при европейского фэнтези-фильма» на Амстердамском фестивале фантастических фильмов 2004 года и на «Лучший фильм» на Международном кинофестивале в Ситжесе-Каталоне в 2002 году.